# ドメニコ・グイディ
ドメニコ・グイディ（Domenico Guidi、1625年6月6日 - 1701年3月28日）は、17世紀イタリアの彫刻家である。

## 略歴
現在のトスカーナ州マッサ＝カッラーラ県のトラーノ（Torano）で生まれた。叔父には彫刻家のジュリアーノ・フィネリ（Giuliano Finelli: 1601–1653）がいる。叔父はこの時代を代表する建築家、彫刻家のジャン・ロレンツォ・ベルニーニ（1598-1680）の工房で働いていたが、仕事の配分を巡ってベルニーニと対立し、ベルニーニのもとを離れた人物である。1639年にドメニコ・グイディはナポリで働いた叔父のもとに移った。
1647年にナポリで起きたマザニエッロの一揆の後、1648年にローマに移り、ベルニーニと競った建築家アレッサンドロ・アルガルディ（1598-1654）の工房で働き、彫刻家のエルコール・フェラッタ（Ercole Ferrata: 1610-1686）とさまざまな仕事をした。 1651年にローマのアカデミア・ディ・サン・ルカの会員となり、1670年と1675年には同アカデミーの会長（principe）を務めた。1654年にアルガルディが亡くなると、自らの工房を開いた。 
代表作にはローマ、ナヴォーナ広場のサンタンニェーゼ・イン・アゴーネ教会(Chiesa di Sant'Agnese in Agone)の聖家族の彫刻やサン・ジョヴァンニ・デイ・フィオレンティーニ大聖堂(Basilica di San Giovanni Battista dei Fiorentini)の装飾彫刻などがある。
エルコール・フェラッタとともにイタリア国外の建築のための装飾も制作し、現在のヴロツワフの聖堂の彫像や、ヴェルサイユ宮殿の噴水の装飾彫刻、マドリードのエル・エスコリアル修道院の十字架のキリスト像も制作した。
1625年にローマで亡くなった。弟子にはヴィンチェンツォ・フェリーチ（Vincenzo Felici:1657–1715）がいる。

## 作品

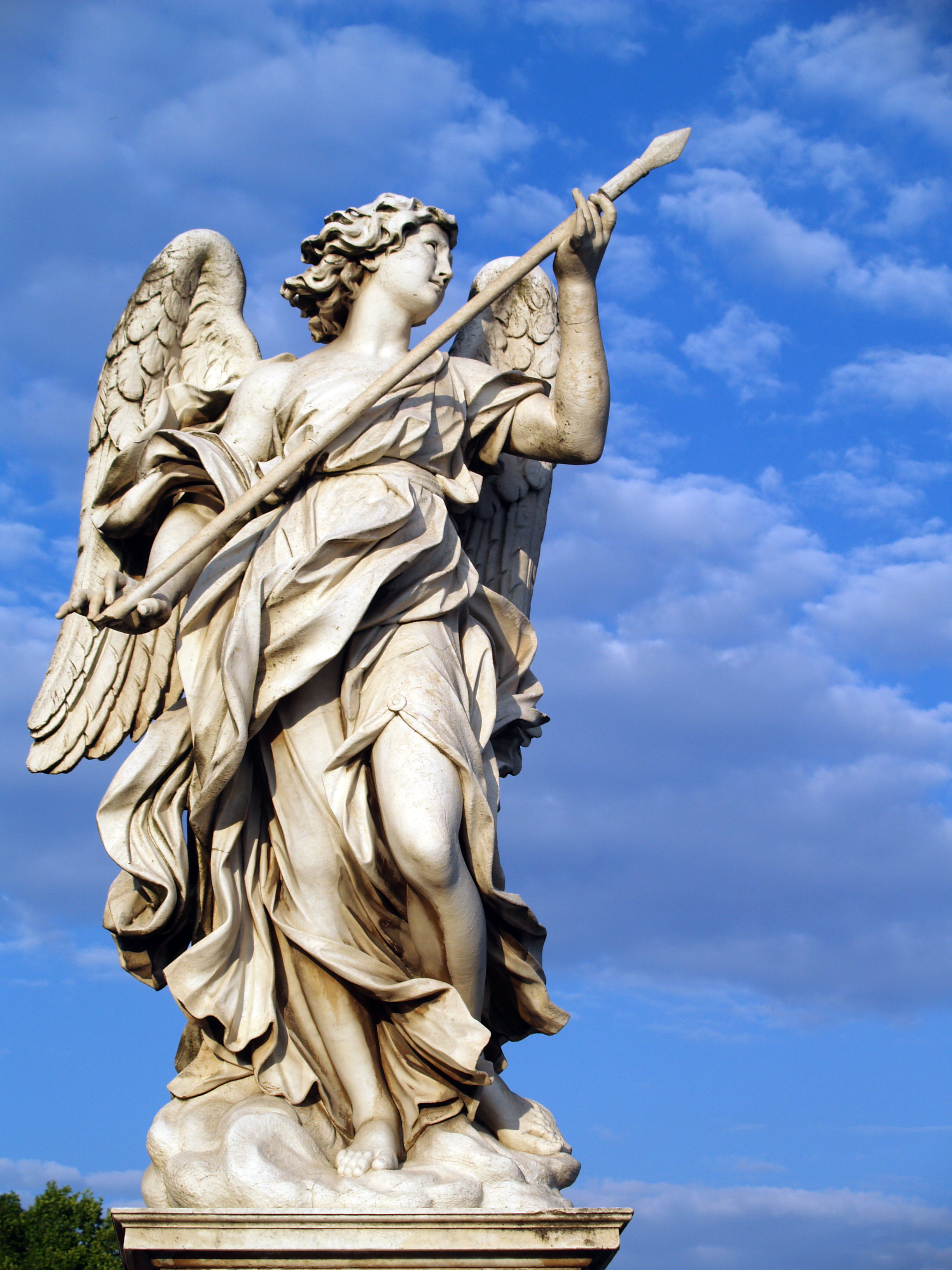
ローマ、サンタンジェロ橋(Ponte Sant'Angelo)の槍を持った天使像 (1668/1669)
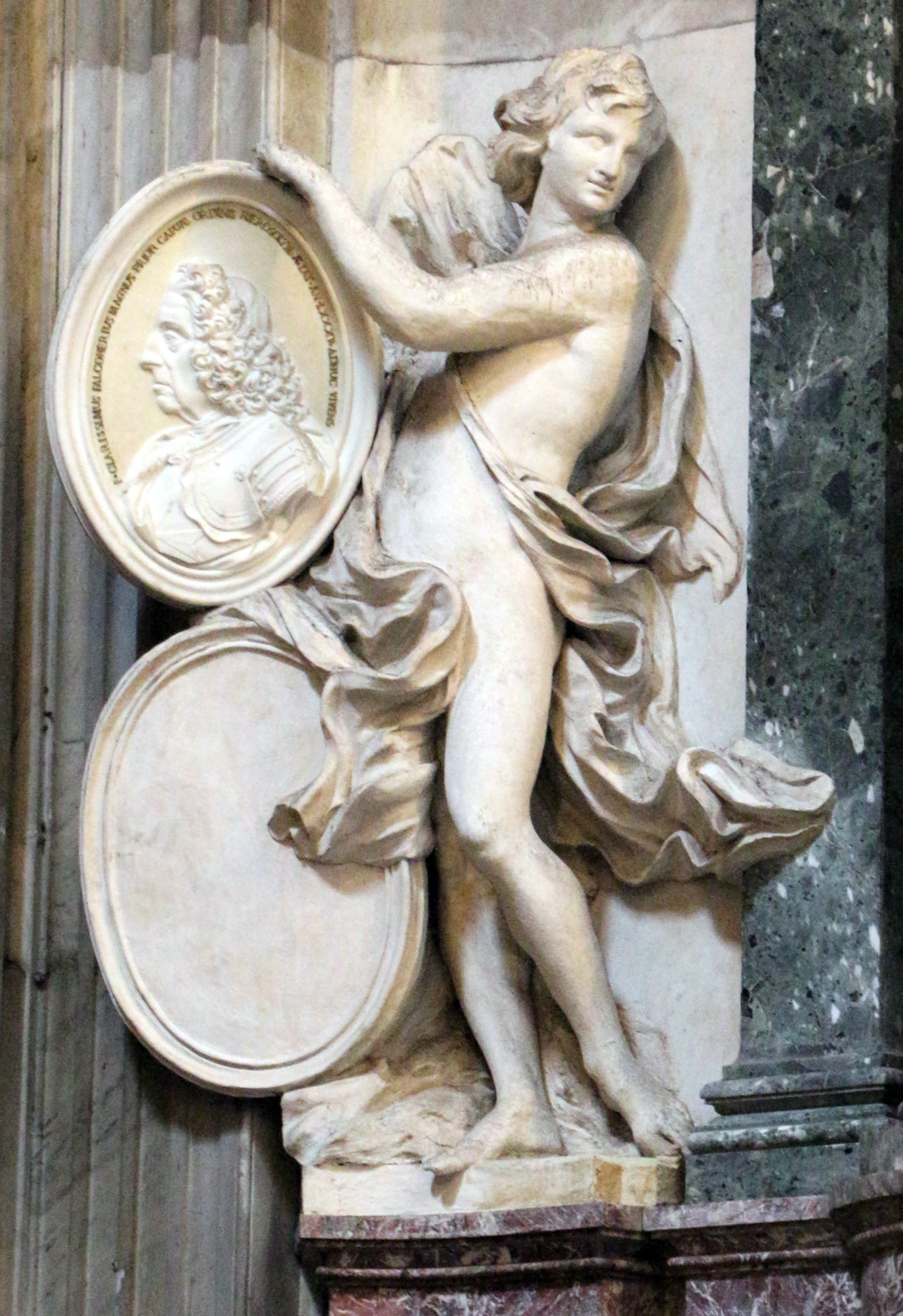
Orazio Falconieriの墓碑
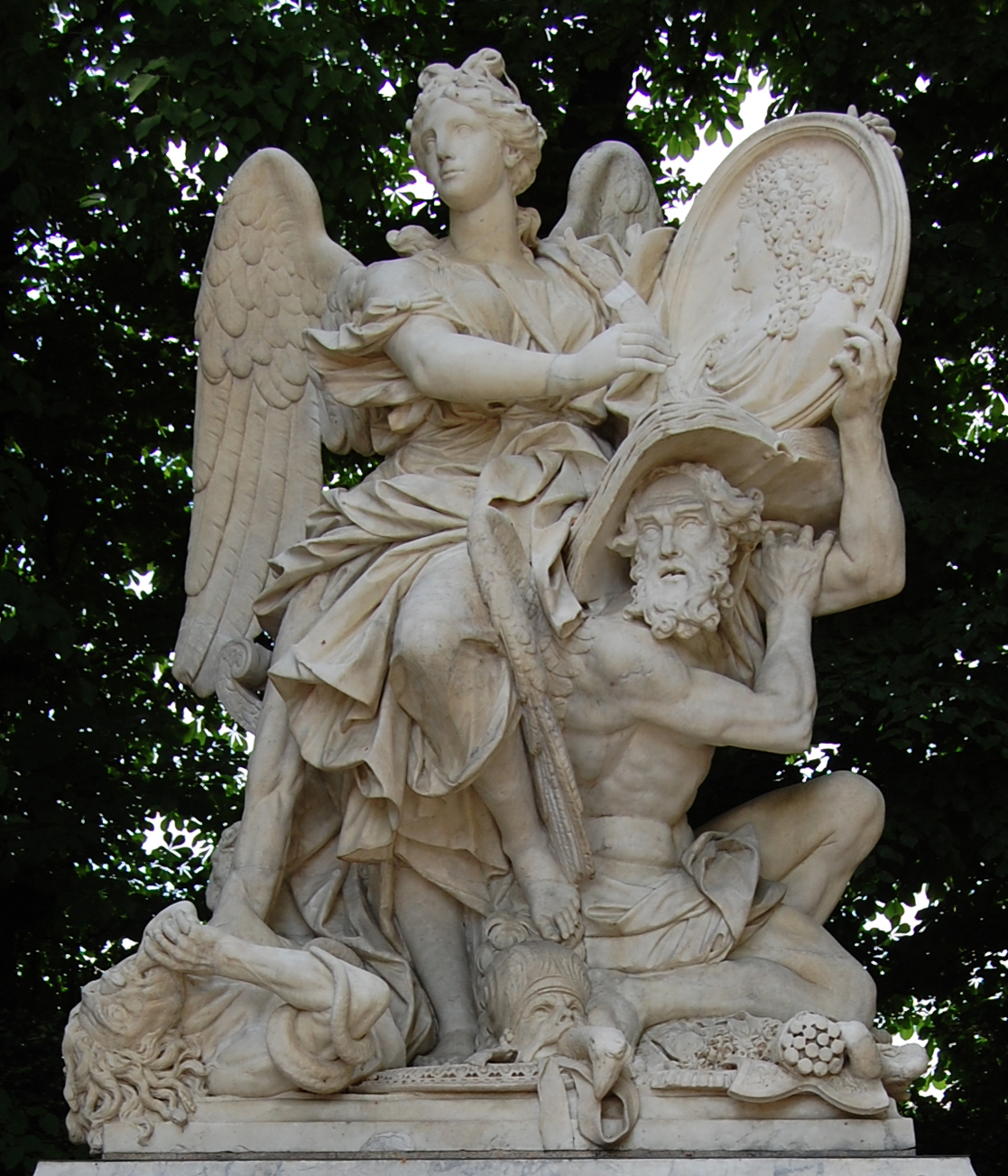
国王の名声 (1677) ベルサイユ宮殿
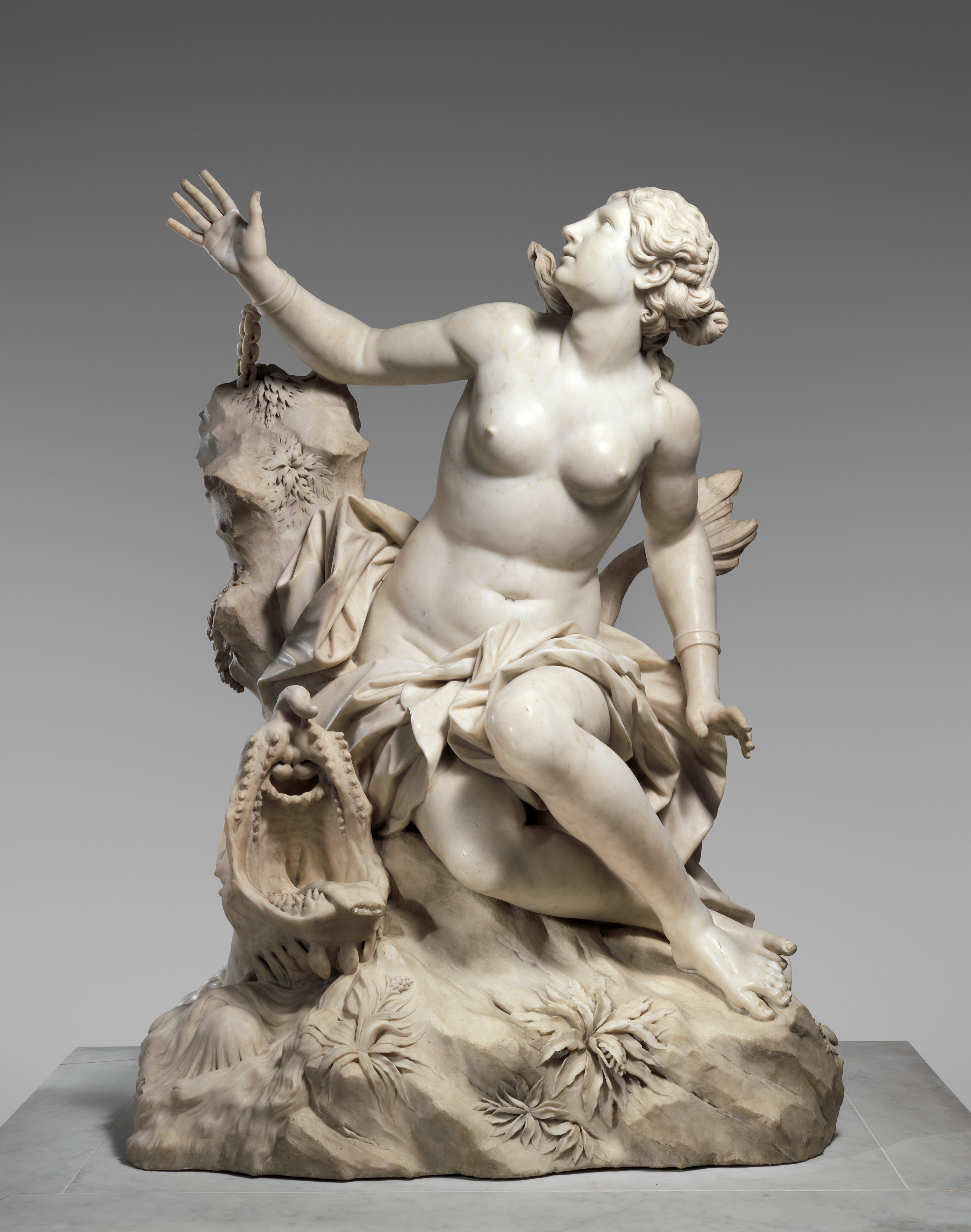
アンドロメダと海の怪物 メトロポリタン美術館